# Трудная мишень 2
«Трудная мишень 2» (англ. Hard Target 2) — американский боевик с элементами триллера со Скоттом Эдкинсом в главной роли. Несмотря на название, фильм не имеет сюжетной связи с культовым кинотеатральным боевиком «Трудная мишень» (1993) с Жан-Клодом Ван Даммом в главной роли и является малобюджетным самостоятельным сиквелом, перезапускающим оригинальную ленту. Вышедший без показа в кинотеатрах сразу для видеопроката (DVD и Blu-ray) 6 сентября 2016 года, фильм получил преимущественно отрицательную реакцию зрителей и профессиональных критиков.

## Сюжет
Лишившись товарища, обладатель престижного пояса отбыл в Азию. В Бангкоке американец участвует в боях без правил местного значения. Моральное падение достигает дна. Убийца соратника живет воспоминаниями о прошедших годах, вернуть которые невозможно. Угнетенное состояние будоражит сознание бойца. Невосприимчивость к боли превращается боксера в киборга. Прозвище Тюремщик уже не подходит спортсмену. В кулуарах янки называют Палачом.
Отсутствие проигрышей делает атлета привлекательной целью для системного тотализатора. Лощеный делец предлагает изгнанному из светского общества кумиру миллион за одну схватку. После короткого раздумья гость из Штатов соглашается с доводами промоутера. Джон Одрич на вертолете доставляет претендента на миллион в дикие джунгли Бирмы.
На лужайке перед казармой гость знакомится с оппонентами. Шесть богачей с оружием заплатили организатору за охоту на известную личность спортивного телосложения. Две минуты форы отделяет жертву обстоятельств от своры шакалов в человеческом облике, вооруженных арбалетами и карабинами. Без проволочек завербованный контрактник ринулся в чащу с рубинами, пытаясь добраться без эксцессов до границы с Таиландом. Сафари обещает быть интересным. Следом за дичью движется отряд азартных ищеек. Словно зверя загоняют в капкан Бейлора, на поясе которого висит кошелек с драгоценностями. Атлетическая подготовка беглеца позволяет герою надеяться на ее величество удачу.

## В ролях
| Актёр            | Роль             |
| ---------------- | ---------------- |
| Скотт Эдкинс     | Уэс Бейлор       |
| Роберт Неппер    | Элдрич           |
| Рона Митра       | София            |
| Темуэра Моррисон | Мэдден           |
| Энн Труонг       | Тха              |
| Адам Саундерс    | Эспарто          |
| Джэйми Тимони    | Лэндон           |
| Питер Харди      | Джейкоб Зимлинг  |
| Шон Киннен       | Тобиас Зимлинг   |
| Трой Ханисетт    | Джонни Сазерленд |

## Примечание
1. ↑  From Universal 1440 Entertainment: Hard Target 2. prnewswire.com (Press release). Universal Pictures Home Entertainment. 1 декабря 2015. Дата обращения: 2 апреля 2023. An all-new reboot of the cult-classic action film [...] 'We're extremely excited to have the opportunity to reboot this much-loved action film for a new generation [...]'
2. ↑  Paul Heath. Hard Target 2 trailer lands online. Scott Adkins stars. The Hollywood News (16 июня 2016). Дата обращения: 11 октября 2016. Архивировано 19 октября 2017 года.
3. ↑  Mighty Peking Man. Hard Target 2 | Blu-ray & DVD (Universal). cityonfire.com (11 июля 2016). Дата обращения: 11 октября 2016. Архивировано 4 октября 2016 года.
4. ↑  Saathoff, Evan (26 августа 2016). HARD TARGET 2 Hunts Down Some Decent Low Budget Action. Birth.Movies.Death. (англ.). Архивировано 24 февраля 2018. Дата обращения: 22 февраля 2018.